# Osmunde Dolischka
Osmunde Dolischka (* 13. Jänner 1973 in Hohenems) ist eine ehemalige österreichische Automobilrennfahrerin.

## Karriere
Dolischka begann ihre Karriere im Kartsport, in dem sie 1993 als erste Frau Vorarlberger Landesmeister wurde. 1995 startete sie in der Formel Ford 1800 Deutschland International, in der sie das Saisonauftaktrennen in Zeltweg gewann und Siebte am Jahresende in der Gesamtwertung wurde. 1998 wurde sie 5. im Austria Formel 3 Cup und 3. in der Internationalen Österreichischen Rennwagenmeisterschaft. Ein Engagement in der Formel 3000 für das nächste Jahr zerschlug sich. Stattdessen startete sie im ADAC VW New Beetle Cup und wurde elfte in der Gesamtwertung. Parallel dazu bestritt sie in einem Porsche 993 einige GT3-Langstreckenrennen. Nachdem ihr Sponsorchef tödlich verunglückte, beendete sie ihre Rennfahrerlaufbahn. Einen kurzen Comebackversuch startete sie 2007 bei der Ostarrichi-Rallye, einem Lauf der Österreichischen Rallye-Staatsmeisterschaft mit einem VW Golf TDI. Nach einem schweren Unfall in der ersten Sonderprüfung, beließ sie es bei diesem einen Comebackversuch und beendete ihre Karriere endgültig.
Dolischka hat eine Tochter Jorden (* 2004) und hat zusammen mit ihrem Lebenspartner eine eigene Kartfirma und arbeitet als Kundenberaterin in einem Autohaus.

## Karrierestationen
- 1993: Kartsport
- 1995: 7. Formel Ford 1800 Deutschland International
- 1998: 5. Austria Formel 3 Cup
- 1998: 3. Internationale Österreichische Rennwagenmeisterschaft
- 1999: 11. ADAC VW New Beetle Cup
- 2007: Österreichische Rallye-Staatsmeisterschaft